# Bekännelse
En bekännelse är ett uttalande – av en person eller en grupp – som medger ett faktum som personen eller gruppen skulle föredra förblev okänt. Termen förutsätter att den som uttalar bekännelsen tillhandahåller information som den tror att mottagaren inte redan känner till. Det är ofta förknippat med ett medgivande av något som är moraliskt eller juridiskt fel.
Det finns flera typer av bekännelser av fel som får konsekvenser utöver det sociala. Ett erkännande inom juridiken får straffrättsliga följder. Konsekvenserna av en syndabekännelse i en religiös kontext varierar stort beroende på trossystem och är ofta en ritual i vilken den troende erkänner tankar eller handlingar som anses vara en synd eller moraliskt fel inom den troendes religion. I vissar relitioner är syndabekännelsen en muntlig kommunikation med en annan persion, till exempel bikt.
På ett sätt är en bekännelse ett medgivande av att ha gjort något fel, avsiktligt eller inte. Bekännande texter tillhandahåller ofta information av en privat natur som tidigare inte var tillgängligt. Det en syndare berättare för en präst under bikten, dokumenten kriminella undertecknar för att erkänna vad de har gjort, en självbiografi i vilken författaren medger misstag, är alla exempel på bekännande texter.
Alla bekännelser är inte medgivanden av fel. En kärleksförklaring anses ofta positiv både för den som bekänner sin kärlek och för mottagaren av bekännelsen. Det är ett vanligt tema i litteraturen.

## Socialisering
Under Kulturrevolutionen, på de våldamma offentliga möten (på engelska kallade struggle sessionsen) där människor anklagades för att vara klassfiender, spelade offentliga bekännelser (och andra metoder av social kontroll som involverar självkritik) en roll.